# Púrpura (heráldica)
Em heráldica, púrpura, purpure, do francês pourpre, é um esmalte mais ou menos equivalente à cor púrpura, e é uma das cinco cores (em oposição a metais) principais utilizadas. Seu nome advém de um molusco do gênero Purpura sp., do se extraia na antiguidade uma tinta natural e caríssima. Em gravuras pode ser representado por uma série de linhas paralelas num ângulo de 45º direccionadas do lado superior direito para o lado inferior esquerdo do ponto de vista do observador, ou usando a abreviação purp.
Purpura representa o seguinte:
- De jóias, ametista
- De corpos celestes, Mercúrio

## Exemplos de utilização

### Heráldica
- Armas da Escola Técnica das Forças Armadas, Suécia
(Campo de púrpura)
- Armas da família portuguesa Silva
(Leão rompante de púrpura)
- Armas do bispo brasileiro D. Edmilson dos Santos
(Pala de púrpura)
- Armas da comuna de Reggello, Itália
(Chefe de púrpura)

### Vexilologia
- Bandeira do Reino de Leão
- Estandarte do primeiro-ministro do Japão
- Bandeira do município de Oost Gelre
- Estandarte do município do Bombarral